# Bruhanja vas
Bruhanja vas – wieś w Słowenii, w gminie Dobrepolje. W 2018 roku liczyła 123 mieszkańców.